# Theaterhaus Jena

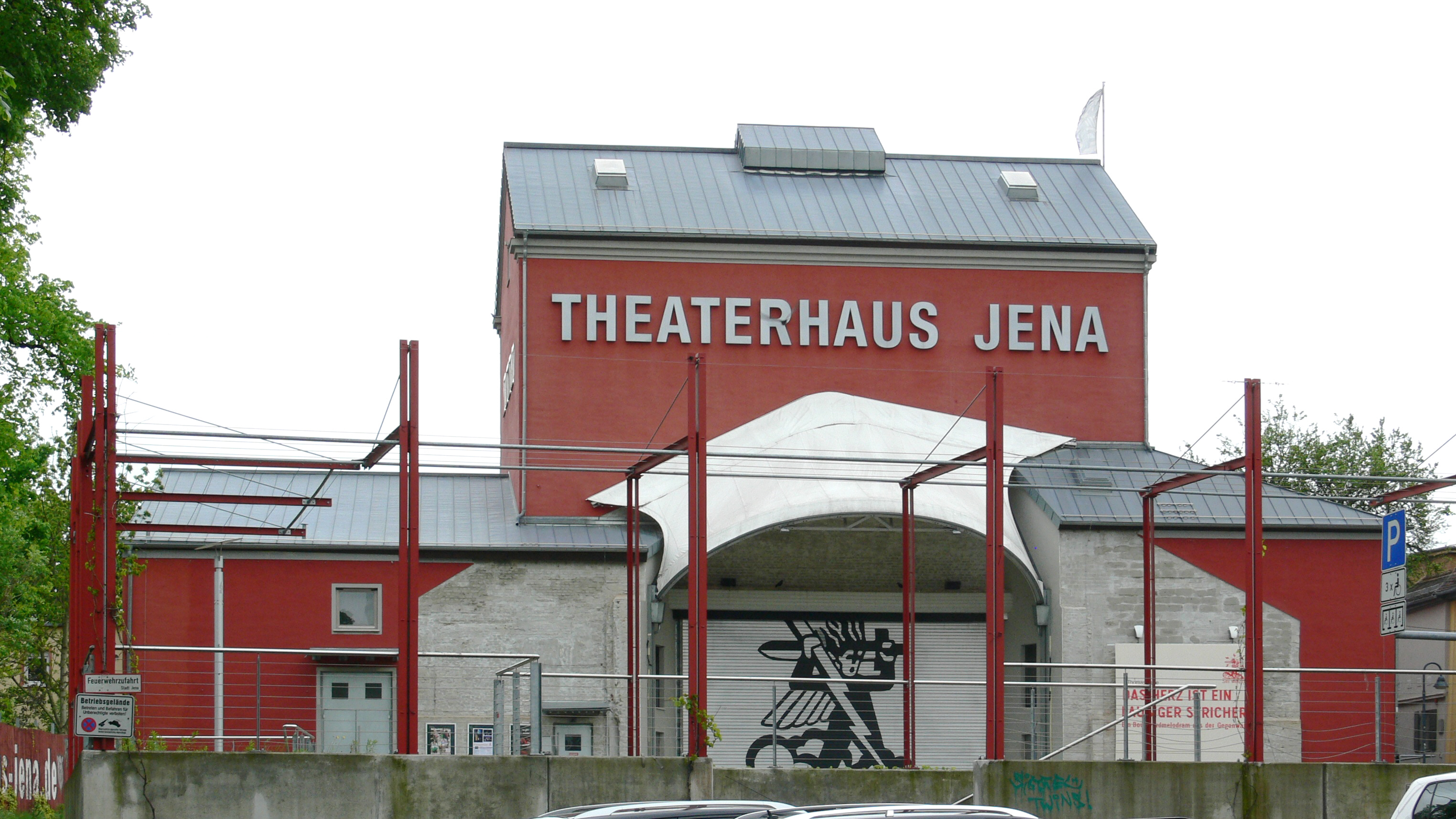
Theaterhaus Jena, 2010

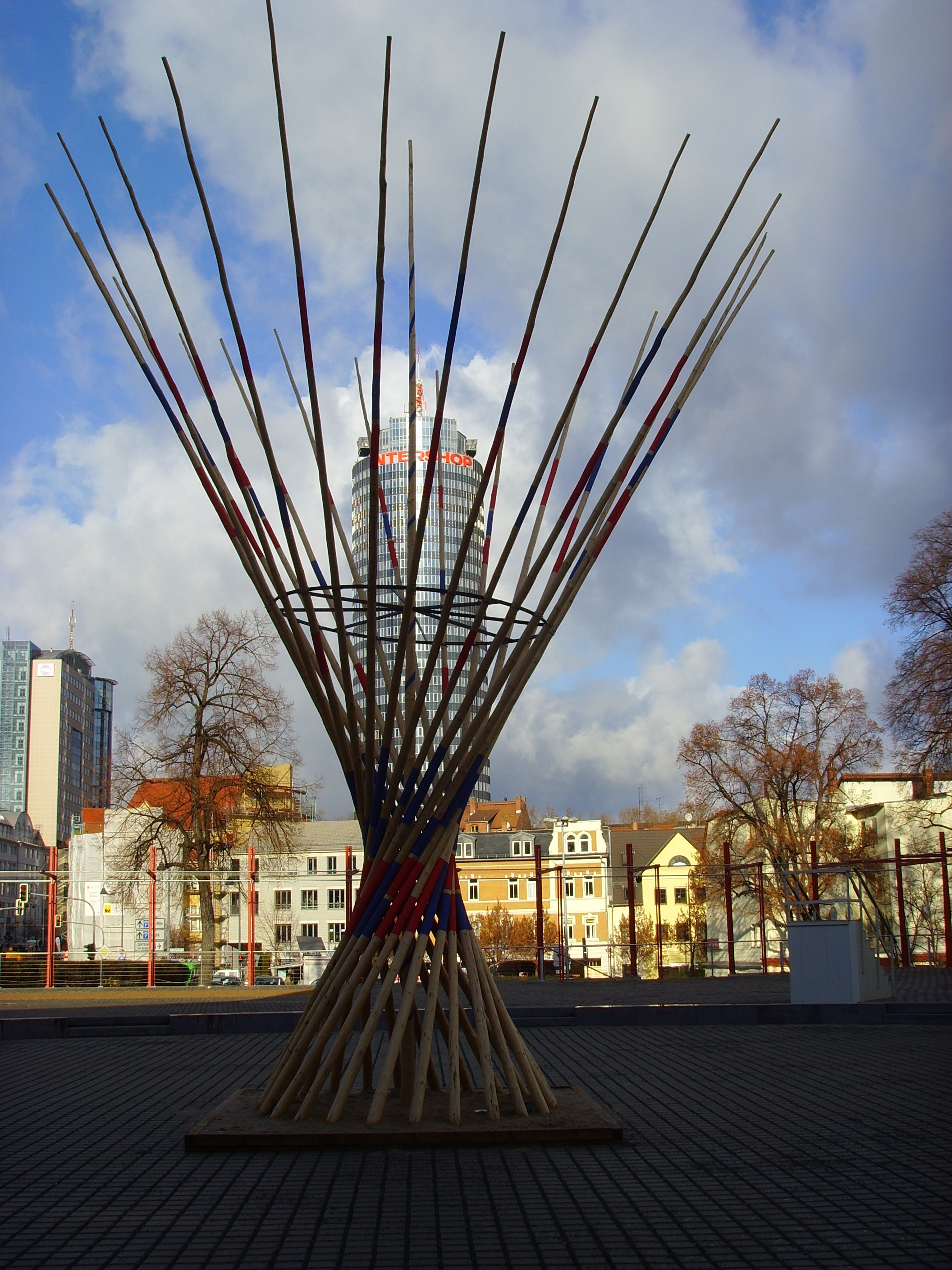
Kunstobjekt auf dem Theater-Vorplatz

Das Theaterhaus Jena ist das Theater der Stadt Jena.

## Geschichte bis 1989

### 1408–1871 Theaterspielen in Jena
Bereits im Mittelalter wurde in Jena Theater gespielt. Neben fahrenden Künstlern waren es vor allem Klöster und Kirchen, die Mysterienspiele, Passions- und Weihnachtsspiele boten, beispielsweise das Karmeliterkloster, das bis 1655 am heutigen Engelplatz stand.
Unter der weimar-sächsischen Herrschaft wurde Theaterspielen in Jena genehmigungsbedürftig. Die regen Jenaer Theatermacher überforderten die Weimarer Behörde offensichtlich mit ihren vielen Anträgen, so dass diese 1800 das Theaterspielen in Jena gleich ganz verbot. In der Folge unterliefen die Jenaer dieses Verbot ständig. Man spielte überall in der Stadt: im Rathaus, den Rosensälen, in Wirtshaussälen, im Ballhaus und auch im großen Tanzsaal des Gasthauses „Zum Goldenen Engel“.
In theatralischer Hinsicht war Jena zu dieser Zeit eine widersprüchliche Stadt: Einerseits schrieb Friedrich Schiller in seinem Gartenhäuschen im heutigen Schillergässchen einige seiner weltberühmten Dramen (z. B. Maria Stuart, Wallenstein oder Die Jungfrau von Orleans). Doch kamen seine Dramen nicht in Jena zu ihren Uraufführungen, sondern zum Beispiel in Weimar, wo – wie in den anderen Residenzstädten (Gera, Rudolstadt, Naumburg u. ä.) – die lokalen Fürsten und Herzöge um die Jahrhundertwende zum 19. Jahrhundert prunkvolle Theater gebaut hatten. Jena dagegen bekam sein Theater im Zuge einer privaten Initiative: Der Wirt, Bierbrauer und erklärte Theaterliebhaber Kommerzienrat Carl Köhler baute es 1872 auf den Hinterhof seines Gasthauses „Zum Goldenen Engel“.

### 1872–1900 Das Köhler’sche Theater
Das „Köhler’sche Etablissement“ – so nannte man das Privat-Theater fortan – bot 800 Zuschauern Platz. Es wurde, zumindest am Anfang, zu einer künstlerischen Erfolgsgeschichte. Köhler engagierte fahrende Ensembles, die ihr Programm jeweils von Oktober bis Neujahr darboten. Den Rest des Jahres vermietete er das Theater an private Initiativen und Vereine. Damit war das Theater nicht nur künstlerisch auf der Höhe seiner Zeit: Unabhängig vom Auftrag eines Adelshofes konnte es politisch und aktuell sein. Wirtschaftlich allerdings konnte sich das Theater kaum selbst tragen, da das theateraffine Publikum in Jena mit der neu gebauten Eisenbahn vor allem nach Weimar ans Weimarer Hoftheater fuhr. Obwohl Köhler 1886 mit Umbaumaßnahmen versucht hatte, die Attraktivität seines Gartentheaters zu erhöhen, musste er die Verluste des Hauses immer wieder mit Überschüssen aus seiner Brauerei und dem Engel-Gasthof ausgleichen. Schließlich sah er sich dann doch gezwungen, seine Immobilie an die Kommune zu verkaufen.

### 1900–1921 Stadt-Theater Jena
Im Mai 1900 wurde Köhlers Gesamtkomplex inklusive „Goldenem Engel“ und Theater vom Gemeinderat Jena erworben. Man versäumte es zwar, das Haus umfassend zu renovieren, hoffte aber trotzdem, aus der Verpachtung an diverse Theaterunternehmer Gewinn zu erzielen. Zwischen 1900 und 1921 probierten sich insgesamt 11 Intendanten aus, die ihre zunächst ambitionierten künstlerischen Programme immer wieder dem breiten Publikumsgeschmack anpassen mussten, um nicht wirtschaftlich zu scheitern. Das Theatergebäude verkam während dieser Zeit zusehends, so dass sich um das Jahr 1911 immer mehr Bildungsbürger für einen Um- oder gar Neubau des Theaters starkmachten. Trotz verschiedener Initiativen und eines massiven Spendenaufkommens gelang es allerdings nicht, dieses Projekt vor dem Ersten Weltkrieg in gesicherte Bahnen zu lenken. Nach dem Weltkrieg gründete sich zunächst eine gemeinnützige Theatergesellschaft, die turnusgemäß neue Theater-Direktoren bestellte. Eine bauliche Lösung war angesichts klammer Kassen vorerst undenkbar. Man dachte vielmehr offensiv über Fusionierungen mit anderen Thüringer Theatern nach und nahm mit dem Deutschen Nationaltheater Weimar Kontakt auf. Bis zuletzt wehrte sich der Jenaer Theater-Direktor Alfred Horsten gegen eine Übernahme durch das Nationaltheater Weimar. Er sollte keinen Erfolg haben: 1921 war das Jenaer Theater endgültig pleite und zudem technisch und baulich so gut wie unbespielbar.

### 1921–1945 Das Gropius-Theater
Im April 1921 übernahm das Nationaltheater Weimar das Köhler’sche Theater als Neben- bzw. Außenspielstätte. Bedingung für die Übernahme war allerdings die grundlegende Erneuerung des maroden Theatergebäudes. Die Weimarer favorisierten den gerade frisch gekürten Bauhaus-Direktor Walter Gropius; die Jenaer mussten sich samt ihrem Stadtbaudirektor Oskar Bandtlow dieser Entscheidung beugen. Nach einem halbjährigen Streit um Zuständigkeiten und Kompetenzen begannen schließlich die Umbaumaßnahmen. Aus Kostengründen blieb das alte Bühnenhaus von den umfassenden baulichen Veränderungen unberührt. Gropius kümmerte sich vor allem um die der Öffentlichkeit zugänglichen Bereiche des Theaters und dessen Erschließung zur Stadt hin: Die Neugestaltung konzentrierte sich auf den Weg durch den „Goldenen Engel“ zum Theater hin, auf die innenarchitektonische Zuschauersituation (Zuschauersaal, Kasse, Foyer, Garderobe, wobei er ein besonderes Augenmerk auf die Farbgebung richtete) und vor allem auf eine neue Fassade. Für die Farbgestaltung des Theaters setzte er seinen Bauhausgesellen Hinnerk Scheper ein. Zur Wiedereröffnung des Theaters am 24. September 1922 schrieb die Jenaische Zeitung:
„Jena hat ein Theater. Das bedeutet einen Wendepunkt im geistigen Leben dieser Stadt!“
Der Spielplan der Folgejahre ließ dagegen zu wünschen übrig: Das Weimarer Nationaltheater sah sich wegen mangelnder Finanzierung immer weniger in der Lage, das Theater in Jena hochwertig zu bespielen. Zwischenzeitlich wurde Jena sogar von den Theaterensembles aus Gotha, Meiningen und Altenburg bespielt. Darüber hinaus stritten sich die Regierung des gerade entstandenen Landes Thüringen und die Kommunen über die finanzielle Verantwortung für die Thüringer Theater. 1929 wurde der Weimarer Theaterchef Franz Ulbrich schließlich zum Generalintendanten aller Thüringer Theater ernannt. Er sah sich mit der undankbaren Aufgabe konfrontiert, massive Theater- und/oder Spartenschließungen durchzusetzen.
Während der Zeit des Nationalsozialismus wurde auch das kulturelle Leben in Jena gleichgeschaltet: Die verschiedenen Besucherorganisationen wurden zerschlagen und zur so genannten „Kulturgemeinde“ zusammengeführt; im Jenaer Theater wurden „rassenreine“ Stücke und Propagandaveranstaltungen gegeben. Im Winter 1944 wurde das Theater wie alle anderen in Deutschland geschlossen, überstand aber den Bomben-Krieg letztendlich ohne große Schäden.

### 1946–1948 Das Biermann-Theater
Schon kurz nach dem Krieg pachtete der Hamburger Theaterimpressario John Biermann das Jenaer Theater. Als Privat-Unternehmer hatte er sich viel vorgenommen: Zunächst führte er den Drei-Sparten-Betrieb ein (Oper, Tanz- und Sprechtheater) und bespielte mit wachsendem Erfolg an sieben Abenden pro Woche die zwei Spielstätten Theater und Volkshaus. Außerdem hatte er sich zum Umbau des Gropius-Theaters auf eigene Kosten verpflichtet. Der äußerst ambitionierte Umbau begann 1948 und sollte sowohl das Zuschauer- als auch das Bühnenhaus umfassen. Zuerst hob er die Decke des Zuschauerraums an und baute Seitenränge ein, um eine größere Platzzahl zu gewinnen. Danach gestaltete er alle Zuschauerbereiche um, so dass von der Gropius-Innenarchitektur nichts mehr zu sehen war. Außerdem flachte er die inzwischen mit einem Giebel versehene Fassade ab, um später einen pseudoklassizistischen Vorbau als Kassenhalle anbauen zu können. Auf diese Weise verschwanden die letzten sichtbaren Spuren, die an das Bauhaus-Theater von Walter Gropius hätten erinnern können. Der geplante und bitter notwendige Umbau des Bühnenhauses sowie der Anbau der Kassenhalle konnten nicht mehr in Angriff genommen werden, da Biermann 1949 pleite war.
Die nächsten Jahre wurden von zurückgehenden Zuschauerzahlen und intensiven Streitigkeiten über die Situation des Theaters geprägt: Die Künstler sahen sich mit Provisorien konfrontiert, die einen regulären Spielbetrieb beinahe unmöglich machten. Das Bühnenhaus war nach wie vor in einem ruinösen Zustand; immer wieder drohte die Baupolizei mit der Schließung des Hauses; 1950 übernahm schließlich erneut das Nationaltheater Weimar das Jenaer Theater. Das Nachkriegsensemble wurde entlassen und der dringend notwendige Umbau des Bühnenhauses auf den Weg gebracht. In der Folgezeit produzierte das Jenaer Theater keine eigenständigen Inszenierungen mehr. Eine technisch rundumerneuerte Bühne sollte es ermöglichen, die Produktionen aus Weimar direkt zu übernehmen. So wurden erstmals ein Eiserner Vorhang und eine Drehbühne in das Theater eingebaut. Erst 1956 war der technische Umbau abgeschlossen und das Jenaer Theater wurde wiedereröffnet. Um die meisten anderen baulichen Bereiche hatte man sich aber nur provisorisch gekümmert.

### 1956–1989 Das Jenaer Theater in der DDR
Bis in die sechziger Jahre hinein wurde das Theater unter dem Namen „DNT Weimar, Haus Jena“ ein fester Spielort des Weimarer Theaters. Nach 1964 traten neben die Bespielung des Nationaltheaters Weimar erneut gastierende Produktionen aus Gera, Altenburg, Eisenach, Rudolstadt und Erfurt. Das Stadttheater Jena war jetzt formal zwar wieder ein eigenständiges Theater, hatte aber nach wie vor kein eigenes Ensemble. Die wenigen Alleinstellungsmerkmale des Theaters beschränkten sich auf jährlich gastierende Jazz-Konzerte (im Rahmen der Festivals „Jazz im Paradies“ und „Jenaer Jazztage“). Auch die Planungen des großaufgelegten DDR-Städtebauprogramms von 1968 (das sich noch heute vor allem durch den JenTower und die Plattenbau-Siedlung Neu-Lobeda abbildet) sah für das Theater keine ernstzunehmenden neuen Impulse vor.
Stattdessen wurde das Stadttheater mit immer neuem Flickwerk vor der Schließung bewahrt. 1977 erkannte ein Bau-Statiker, dass die langsam, aber sicher auseinanderreißenden und einfeuchtenden Wände der enormen Last der weiten Dachkonstruktion aus der Zeit Biermanns auf Dauer nicht standhalten konnten. Dank einer Ausnahmegenehmigung konnte das Theater immerhin bis Ende 1986 bespielt werden.
Schon 1985 hatte eine Gruppe von Architekten und Ingenieuren in Zusammenarbeit mit der Theaterdirektion einen „Rekonstruktionsplan“ für das Theater vorgeschlagen: Das Theater sollte um 16 Meter nach vorn erweitert werden, um einen gänzlich neuen, etwas kleineren Zuschauerraum zu bilden, der sich in einem weiten Foyer und durch eine Glas-Stahl-Fassade zur Stadt hin öffnen würde. Im Keller sollte das Theater eine moderne Studio-Bühne und eine Weinstube unter Einbeziehung der unterirdischen Gewölbe des alten Karmeliterklosters enthalten; und es sollte in „Schillertheater“ umbenannt werden. Die politischen Gremien waren begeistert – das Theater wurde Silvester 1986/1987 zum letzten Mal bespielt, am 2. Januar begann der Abriss des alten Zuschauerhauses. Doch bereits im Februar 1987 gerieten die Baumaßnahmen ins Stocken. Der offiziell bewilligte Bauplan konnte in den folgenden Jahren nie finanziert werden, es konnte nicht einmal ein Architekt mit der qualifizierten Ausarbeitung, geschweige denn ein Bauunternehmen mit der konkreten Umsetzung betraut werden.

## 1990 bis heute: Aufbau des Theaterhauses Jena
Von 1987 bis zur Wiedervereinigung 1990 blieb das Theater baupolizeilich gesperrt und verkam zusehends. Die Räume wurden von der Stadtverwaltung als Lager genutzt; der Vorplatz war von Brettern eingezäunt. Theater gespielt wurde im nahe gelegenen Capitol-Kino. Erst im Frühjahr 1990 eröffnete eine Geraer Inszenierung das „theater auf der hinterbühne“. Begleitet von intensiven Diskussionen über die Zukunft des Jenaer Theaters, nutzten die Theatermitarbeiter die Ruine in der Zwischenzeit und zeigten vor hundert alten Kinositzen Kleinkunst, Kabarett und kleinere Kammerspiele.
Ines Eck studierte in Jena Medizin und Germanistik, realisierte ihr Berufspraktikum an der Volksberliner Berlin, im DNT Weimar, 1987 wurde ihr von der Friedrich-Schiller-Universität eine Intendantenstelle im neu zu gründeten Theater angekündigt. Eck recherchierte und überzeugte Friedensreich Hundertwasser, in Jena ein AutorenTheater zu ermöglichen, „Das gibt´s noch nicht -“  Kulturdezernent Klaus Hattenbach stimmte ihr zu und musste ihr und Hundertwasser kurzfristig absagen, er sei von der Stadtverwaltung unter Druck gesetzt worden, in Jena ein Ensemble aus ABM-Stellen zu ermöglichen. Ines Eck war u. a. für den Europäischen und Hamburger DramatikPreis nominiert worden. Sie realisierte mit Torsten Kulick ein „MinimalTheater im Ohr“, sie argumentierte mit einem Doku-Drama „Selbst der Himmel weint. Bürgergeld statt Bürgerkrieg“ für Mitsprache- und Mitbestimmungsrechte aller Bürger. „Werther sagt Lotte“ wurde nicht in Jena, sondern in Freiburg Breisgau inszeniert. Unter dem Spielzeitmotto „WüsteGegenZeit“ eröffnete am 29. November 1991 die neue künstlerische Leitung um Horst-J. Lonius und Sven Schlötcke mit einem 10-köpfigen Schauspielensemble das Theaterhaus Jena. Jenas Theater hatte zwar kein Zuschauerhaus mehr, dafür aber nach über 40 Jahren endlich wieder ein eigenes Ensemble. Gespielt wurde weiterhin auf der notdürftig hergerichteten großen Bühne, aber auch in anderen Räumlichkeiten des alten Bühnenhauses. Unter dem neuen Logo des zornigen Theaterengels (beigesteuert durch den Berliner Grafiker Henning Wagenbreth) arbeitete das Ensemble mit einer vergleichsweise schlanken Verwaltung, flachen Hierarchien und einem minimalen Budget. Es verstand sich als Forschungslabor für zeitgenössische Theaterstrukturen und eine neue Theatersprache.
„Wir machen eine Art besonderes Theater für dieses Gebäude und diese Stadt, für ein breites Publikum, das ein Künstlererlebnis außerhalb der gehetzten Medienwelt sucht. Ich würde sogar von einem unverwechselbaren Jenaer Theaterstil sprechen.“ (Sven Schlötcke)
Doch die Zukunft dieses Modells war alles andere als geklärt. Verschiedenen utopischen Entwürfen und Gerüchten (u. a. einer erneuten Übernahme der Jenaer Spielstätte durch das Nationaltheater Weimar) folgte 1992 eine politische Abstimmung zwischen zwei Entwicklungskonzepten für das Jenaer Theater: dem Kulturamtsleiter Norbert Reif schwebte eine Nutzung als Plattform und überregionale freie Bühne für Kooperationsprojekte im Rahmen einer jenaweiten „Kulturmanagement GmbH“ vor (analog zum heutigen Eigenbetrieb JenaKultur); das Team um Sven Schlötcke dagegen schlug eine weitere Zwischennutzung der bestehenden Ruine in eigener Trägerschaft vor und orientierte sich an dem Modell der frühen Schaubühne oder des Theaters an der Ruhr in Mülheim. Unter massiver Unterstützung durch die Jenaer Bevölkerung und überregionale Fachleute (u. a. Heiner Müller und Frank Castorf) setzte sich schließlich der zweite Vorschlag durch. Im Juli 1993 wurde die Theaterhaus Jena gGmbH gegründet, die sich zu gleichen Teilen aus Zuschüssen des Landes und der Stadt finanziert. Das Besondere bei der Wahl dieser Rechtsform: Alle 13 Gesellschafter waren Mitarbeiter des Hauses. Seitdem bestimmen die Gesellschafter zwei turnusmäßig wechselnde Geschäftsführer.

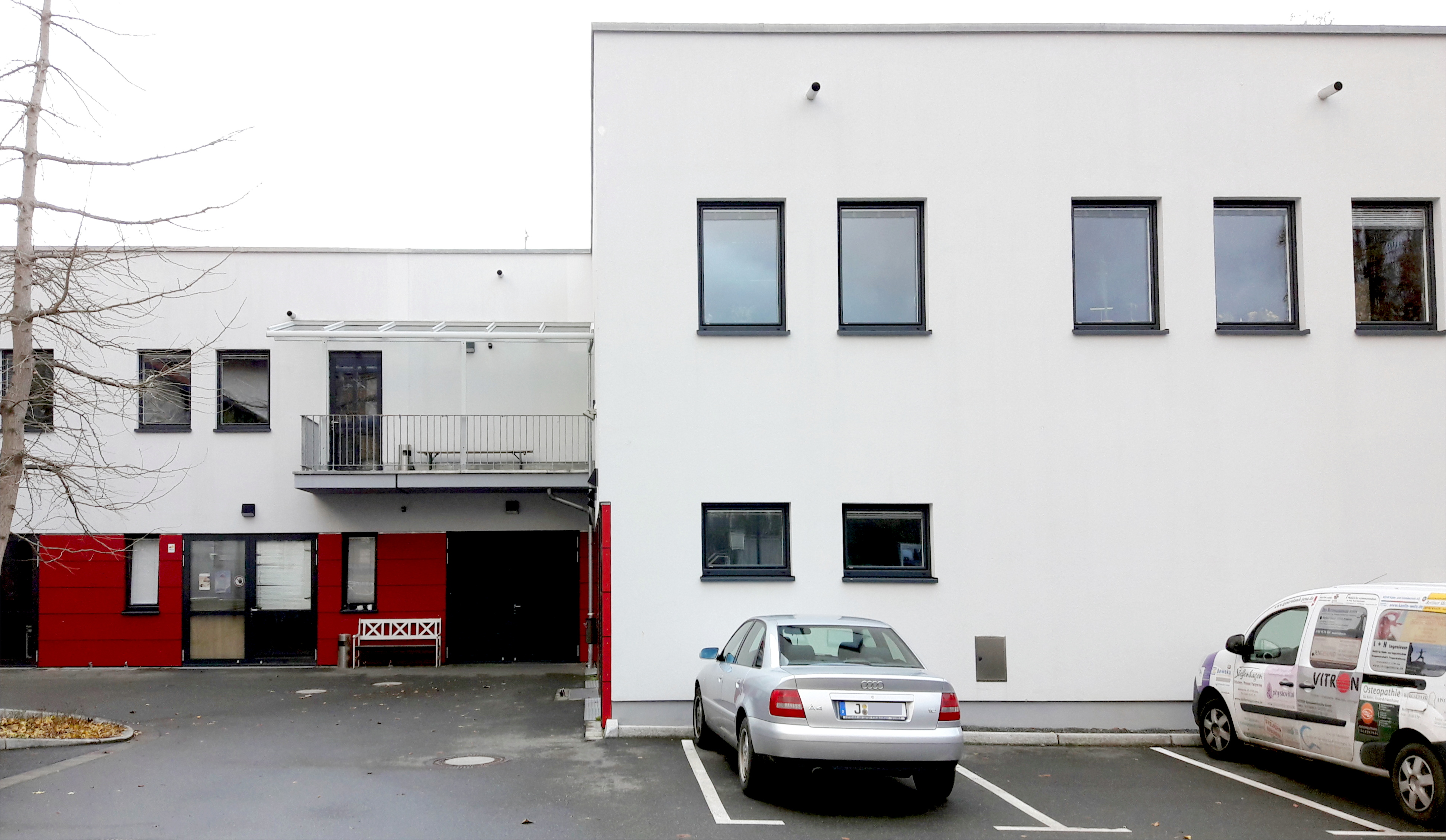
Funktionsanbau des Theaterhauses Jena, 2019

Im Umgang mit der baulichen Situation verfolgt die Theaterhaus gGmbH seit ihrer Gründung konsequent eine dreigleisige Strategie: Auf dem Hinterhof wurde ein so genannter Funktionsanbau mit Probebühne, Lager-, Sanitär- und Werkstatträumen geplant und nach zweijähriger Bauzeit am 10. September 2014 eingeweiht; der Bühnenturm wird nach seiner grundsätzlichen Sanierung im Jahr 1999 auch weiterhin als Spielstätte erhalten und technisch nach und nach verbessert; der 2006 und 2007 sanierte Vorplatz wird mit dem seit 1997 jährlich zur Eröffnung der Jenaer Kulturarena stattfindenden Sommerspektakel und anderen temporären Aktivitäten belebt: Mit Ideenwettbewerben (z. B. gemeinsam mit der Bauhaus-Universität Weimar), temporären Festivals und Bespielungen konnte es so gelingen, diese urbane Freifläche trotz zwischenzeitlich andersartiger Planungen für kulturelle Aktivitäten zu bewahren.

## Spielzeiten 1996/1997 bis 2003/2004
Die Spielzeiten 1996/97, 1997/98, 1998/99 standen unter der Prämisse thematischer Theaterarbeit. Theater wurde insbesondere in diesen drei Spielzeiten als gattungsübergreifender Kunst- und Kommunikationsraum begriffen. Neben Theaterprojekten, die zum großen Teil unabhängig von einer fertigen Stückvorlage entwickelt wurden, umfasste die Arbeit Ausstellungen, Konzerte, Interdisziplinäre Gesprächsforen, Performances und Festivals.
Von September 1998 bis April 1999 wurde die Theaterhaus-Ruine einer dringend notwendigen Sanierung unterzogen. Während der Sanierung eroberte sich das Ensemble neue Spielstätten in und um Jena. Paparazzi wurde im Einkaufszentrum Goethe Galerie gespielt, die Jo-Fabian-Produktion tactics for evolution im ehemaligen E-Werk in Weimar, die Kurzopern Der Kaiser von Atlantis von Viktor Ullmann und Brundibár in der Stadtkirche St. Michael, das Hörspiel Abendstunde im Spätherbst im Programmkino „Schillerhof“.
Im Dezember 1998 kam es aufgrund inhaltlicher Meinungsverschiedenheiten zum Bruch zwischen der Gesellschafterversammlung des Theaterhauses und der künstlerischen Leitung des Hauses.
Mit der Spielzeit 1999/2000 stand der nächste Umbruch ins Haus: im Januar 2000 stellte sich eine neue künstlerische Leitung des Theaterhauses der Öffentlichkeit. Das Team um Claudia Bauer setzte vor allem auf die Sichtung und Förderung junger Künstler. In der Folge wurde das Theaterhaus zu einer deutschlandweit bekannten Talenteschmiede für Nachwuchsautoren und -regisseure sowie Nachwuchsschauspieler. Mit der Doppelpremiere Woyzeck/Baal nahmen sie am 13. Januar 2000 den Spielbetrieb am Theaterhaus Jena auf. Seither sind unter den Spielzeitmottos Täter (Spielzeit 2000) und Wege ins Paradies (Spielzeit 2000/01) 16 Inszenierungen entstanden (s. a. Rezensionen und Bilder). In die 11. Spielzeit seines Bestehens startete das Theaterhaus Jena mit dem richtungsweisenden Slogan „Triumph der Provinz“. Mit von der Partie war auch in dieser Spielzeit der im Oktober 2000 gegründete Jugendtheaterclub am Theaterhaus Jena, der den Spielplan des Hauses mit seinen Inszenierungen von Jugendlichen für Jugendliche sinnvoll und spannend ergänzte.
2002/03 hat sich mit Sabine Westermaier (Dramaturgin), Rainald Grebe (Dramaturg) und Claudia Bauer (leitende Regisseurin) eine neue künstlerische Leitung konstituiert, die unter dem Motto „Bastard Deutschland. Heimatforschung im dritten Jahrtausend“ in die nächsten beiden Spielzeiten startete. In dieser Ära entwickelten sich intensive Kooperationsaktivitäten (das Theaterhaus arbeitet seitdem insbesondere regelmäßig mit Festivals und Spielstätten der freien Szene zusammen) und eine Reihe von Jugendformaten (u. a. wurde 2000 der bis heute bestehende Jugendclub gegründet). Insbesondere die Spielzeit 2003/04, die wegen der Sanierung der elektrotechnischen Anlagen des Mutterhauses zum Teil im trockengelegten Volksbad stattfand, erwies sich als die erfolgreichste in der Zeit dieser künstlerischen Mannschaft. Im Dezember 2002 wurde durch die Betreiber-GmbH der nächste komplette Wechsel in der künstlerischen Leitung für die Spielzeit 2004/05 beschlossen. Die letzte Inszenierung unter der Leitung Bauer, Grebe, Westermaier war Shakespeares Sommernachtstraum zur Eröffnung der Kulturarena Jena 2004.

## Spielzeiten 2004/2005 bis 2010/2011
Ab Sommer 2004 leiteten Markus Heinzelmann (leitender Regisseur) und Marcel Klett (leitender Dramaturg) die künstlerischen Geschicke des Theaterhauses. Neben dem weiteren Ausbau der Netzwerkarbeit und der vermehrten Nutzung externer Spielorte prägten sie das Theaterhaus vor allem mit der Förderung des Künstlerischen Nachwuchses zum Beispiel durch die Vergabe von Schreibaufträgen an junge Autoren. In diesem Kontext ist auch die Beteiligung des Theaterhauses an der Vergabe des Jakob-Michael-Reinhold-Lenz-Preises für Dramatik zu sehen. Außerdem wurden unter der Leitung von Markus Heinzelmann die theaterpädagogischen Angebote für Kinder ausgebaut. Das komplett neue Ensemble mit acht Schauspielern startete am 28. Oktober 2004 unter dem Motto „Willkommen im Wilden Westen“ in die Spielzeit 2004/05. Die Spielzeit 2005/06 stand unter dem Motto „Ich kämpfe!“ und die Spielzeit 2007/2008 unter dem Motto „Schöne neue Welt“. Die Spielzeit 2008/2009 hatte das Thema „FreiKörperKulturen“ und die Spielzeit 2009/2010 „Letzte Ausfahrt Paradies“. 2010/2011 war die letzte Spielzeit der künstlerischen Leitung unter Heinzelmann und steht unter dem Motto „My home is not your Castle“.

## Spielzeiten 2011/2012 bis 2017/2018
Zu Beginn der Spielzeit 2011/2012 trat mit Veronika Bleffert, Jonas Zipf sowie Benjamin und Moritz Schönecker die vierte künstlerische Leitung seit der Neugründung des Theaterhauses ihre Arbeit an. Mit der Spielzeit 2013/2014 schied Jonas Zipf wieder aus, dafür wurden Friederike Weidner (Dramaturgie) und Marcel Klett (Geschäftsführer) in die künstlerische Leitung aufgenommen.

## Spielzeiten 2018/2019 bis 2023/2024
Von 2018/19 bis 2022/23 übernahm das niederländische Theaterkollektiv Wunderbaum die künstlerische Leitung (mit Walter Bart, Maarten van Otterdijk, Wine Dierickx, Matijs Jansen, Maartje Remmers und Marleen Scholten). 2021 waren das Theaterhaus eine der Initiatoren des bundesweiten Theaterprojektes Kein Schlussstrich, das sich der NSU-Aufarbeitung widmete. 2022 erhielt das niederländische Theaterkollektiv Wunderbaum den Martin Linzer Theaterpreis 2022 für die innovative Art und Weise, wie sie das Theaterhaus Jena in den vergangenen vier Jahren geführt hatte.
Für die Spielzeiten 2022/23 und 2023/24 übernahmen Lizzy Timmers und Maarten van Otterdijk die Künstlerische Leitung am Theaterhaus Jena. Unterstützt wurden sie von der Dramaturgie und dem Ensemblerat, mit denen alle relevanten künstlerischen Fragen diskutiert und entschieden wurden. Ein besonderer Erfolg war die Einladung zum Theatertreffen 2024 mit der Inszenierung "Die Hundekot-Attacke". Die Produktion erhielt zudem den 3sat-Theaterpreis, und Theaterhaus-Schauspieler Nikita Buldyrski wurde mit dem Alfred-Kerr-Darstellerpreis geehrt. Darüber hinaus wurde „Die Hundekot-Attacke“ sowohl zum Heidelberger Stückemarkt als auch zu den 50. Mülheimer Theatertagen eingeladen. Zudem wurde das Theaterhaus Jena 2023 mit dem Theaterpreis des Bundes ausgezeichnet. Die Geschäftsführung lag bei Lizzy Timmers (künstlerisch) und Mathias Putterer (kaufmännisch).

## Spielzeiten ab 2023/2024
Mit Beginn der Spielzeit 2023/2024 übernehmen Azeret Koua, Céline Karow, Daniele Szeredy, Josef Bäcker und Lukas Pergande gemeinsam die künstlerische Leitung. Das neue Leitungsteam bringt vielseitige Perspektiven ein und setzt ambitionierte Pläne um, innovative Theaterformen zu entwickeln und gesellschaftlich relevante Themen auf die Bühne zu bringen. Besonders im Fokus stehen kollektive Entscheidungsprozesse und die enge Zusammenarbeit mit dem Ensemble und der Dramaturgie.